# 820-й механізований полк (Україна)
21-й окремий гвардійський механізований Речицький орденів Червоного Прапора, Суворова і Богдана Хмельницького батальйон (21 ОГвМБ, в/ч А1673) — військове формування Західного оперативного командування Сухопутних військ Збройних сил України, яке розташовувалося в Мукачевому. Підрозділ входив до складу 128-ї механізованої дивізії в статусі полку та як окремий батальйон до механізованої бригади утвореної на базі дивізії.

## Історія
Після розпаду СРСР 820-й гвардійський мотострілецький полк у складі 128 дивізії перейшов під юрисдикцію України.
У 1999 р. здобув звання «народного», очолював полк Ігор Тимошенко, ком. дивізії Г. П. Воробйов.
У 2004 р. переформований на 21-й окремий гвардійський механізований Речицький орденів Червоного Прапора, Суворова і Богдана Хмельницького батальйон (в/ч А1673). На виконання вимог Директиви Міністра оборони України від 23.04.2012 року № Д-322/1/5дск військова частина А1673 підлягала розформуванню (ліквідації в повному обсязі) 31.12.2012 року правонаступником якої стала 128-ма окрема гірсько-піхотна бригада (військова частина А1556, м. Мукачеве).
У звіті Державної аудиторської служби вказано, що в результаті перевірок в І кварталі 2006 року у батальйоні було встановлено недостачу техніки та майна загальною вартістю 502,9 тис. гривень.
У військовій частині в різні періоди проходили службу кадрові військові, що проявили мужність при захисті територіальної цілісності України. Зокрема, 
- (8.09.1997 — 06.01.2004) капітан Кисельов Денис В'ячеславович†
- (25.04.2003 — 20.12.2012) Жук Микола Вікторович†

## Командування
- (1992—???) полковник Щеглаков Воладимир Петрович
- (1995—1999) полковник Газізов Рафаіл Фатаз'янович
- (1999) полковник Тимошенко Ігор
- (2001—2003) Наєв Сергій Іванович